# Erkieszewo
Erkieszewo (ros. Эркешево) – wieś (sieło) w Rosji, w Udmurcji, w rejonie balezińskim. W 2010 liczyła 271 mieszkańców.